# Ла-Маддалена (архипелаг)
О национальном парке на территории архипелага см. Архипелаг Маддалена (национальный парк)
Ла-Маддалена (итал. Arcipelago della Maddalena) — группа островов близ северо-восточного побережья Сардинии, принадлежащих Италии. Административно они образуют коммуну Ла-Маддалена; относятся к историко-культурной области Галлура. Площадь островов составляет 51,34 км². Численность населения на островах в конце 2012 года приближалась к 11 тыс. чел.

## География

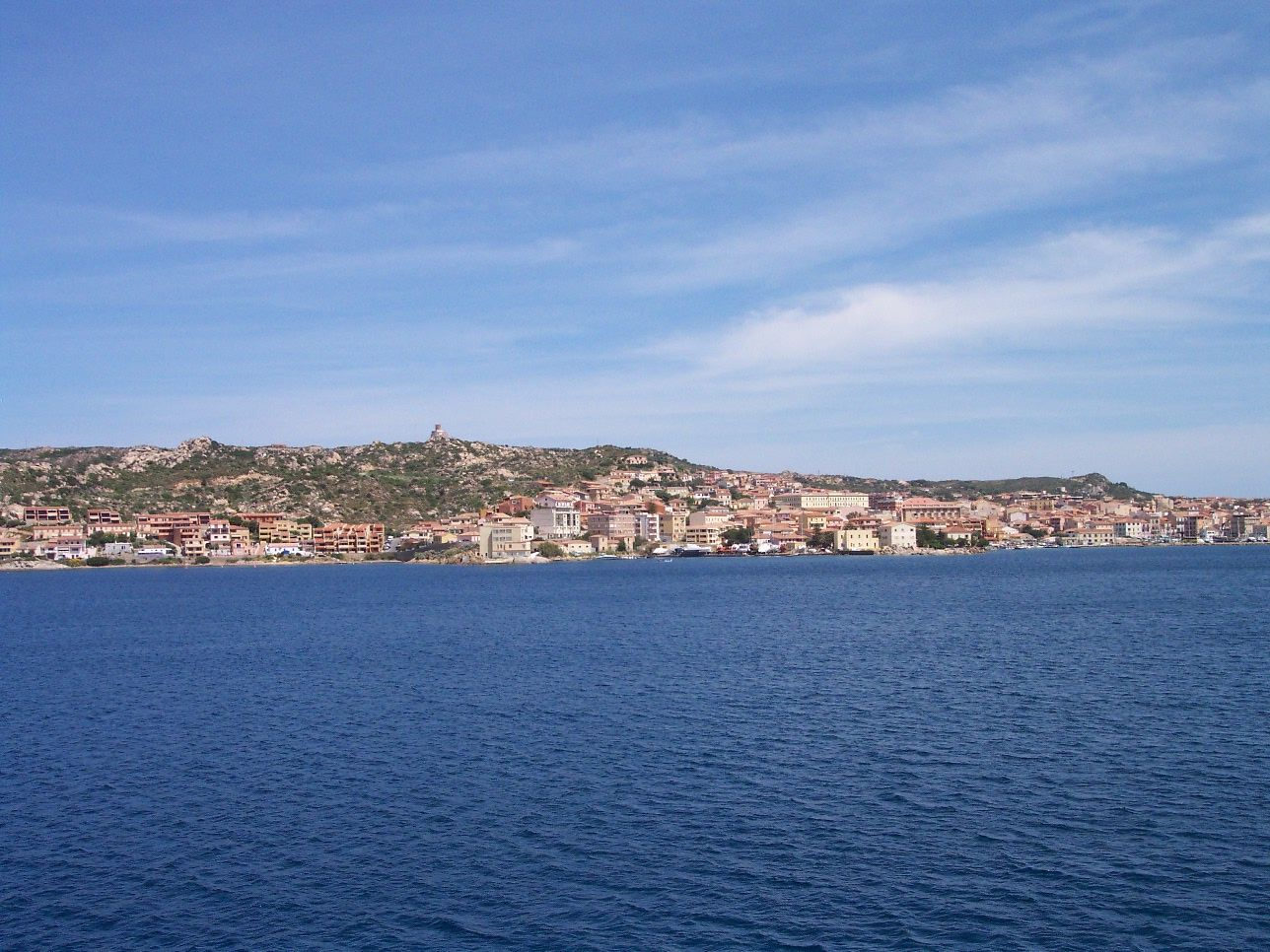
Панорама Ла-Маддалены

Архипелаг Ла-Маддалена состоит из 62 островов и островков, из которых наиболее крупными являются семь — Ла-Маддалена, Капрера, Санто-Стефано, Спарги, Буделли, Санта-Мария и Раццоли. Расположен в проливе Бонифачо между Сардинией и Корсикой.
Острова скалисты, однако обладают прекрасными песчаными пляжами.
На островах находится национальный парк Ла-Маддалена. Острова Ла-Маддалена и Капрера соединяет мост.

## История
Главный город Ла-Маддалена, на одноимённом острове, был основан корсиканскими овцеводами. Местный разговорный диалект «изулану» представляет собой смесь корсиканского и сардинского языков с добавлением генуэзского диалекта лигурского языка. Архипелаг традиционно принадлежал Корсике, пока во время корсиканской революции его не захватил сардинский король Карл Эммануил III.
В течение длительного времени на Ла-Маддалене находилась база ВМФ Италии; частично она используется флотом и поныне — здесь находится Школа младших офицеров флота. В 1793 году здесь произошло морское сражение (битва у Ла-Маддалены), в которой корабли французского флота и высаженный ими десант (одним из командиров которого был Наполеон Бонапарт) были разбиты объединёнными силами местных жителей — моряков и крестьян, под командованием унтер-офицера Доминико Миллелире.
На острове Капрера, принадлежавшем Дж. Гарибальди, прошли последние годы жизни этого итальянского революционера; здесь же он и похоронен.
В 1972—2008 годах на острове Санто-Стефано находилась американская база атомных подводных лодок.